# Yuya Funatsu
Yuya Funatsu (født 22. november 1983) er en tidligere japansk fodboldspiller.
Han har spillet for flere forskellige klubber i sin karriere, herunder Shonan Bellmare og Giravanz Kitakyushu.